# Carmen, Davao del Norte

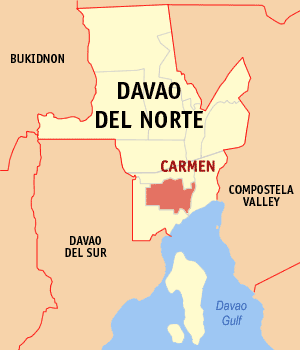
Bản đồ của Davao del Norte với vị trí của Carmen

Carmen là một đô thị hạng 2 ở tỉnh Davao del Norte, Philippines. Theo điều tra dân số năm 2000, đô thị này có dân số 55.144 người trong 11.073 hộ.

## Các đơn vị hành chính
Carmen được chia thành 20 barangay.
| - Alejal - Anibongan - Asuncion (Cuatro-Cuatro) - Cebulano - Guadalupe - Ising (Pob.) - La Paz - Mabaus - Mabuhay - Magsaysay | - Mangalcal - Minda - New Camiling - San Isidro - Santo Niño - Tibulao - Tubod - Tuganay - Salvacion - Taba |